# Machaerium gracile
Machaerium gracile är en ärtväxtart som beskrevs av George Bentham. Machaerium gracile ingår i släktet Machaerium och familjen ärtväxter. Inga underarter finns listade i Catalogue of Life.